# Ми – монстри
Ми – монстри (англ. Happy Family) — німецько-британський комедійний анімаційний фільм 2017 року. Продюсером і режисером виступає Хольгер Таппе.

## Сюжет
Перед нами, здавалося б, звичайна родина зі звичайними буденними проблемами. Для того, щоб внести хоч якусь розвагу, мати Емма замовляє костюми в магазині "Світ вампірів". Їй чи то пощастило, чи то ні, але трубку узяв сам граф Дракула. Зрештою вони не просто одягнули костюми, але стали дійсно цими монстрами. Тепер Френк став Франкенштейном, Емма – вампіром, Фей – мумією, а Макс – перевертнем. І якщо вони справді хочуть знову повернутися до свого нормального життя їм потрібно буде зрозуміти, що найголовніше у світі сім'я і тільки разом вони зможуть знайти справжнє щастя.

## Акторський склад
| Актор                  | Персонаж      |
| ---------------------- | ------------- |
| Емілі Вотсон           | Емма Вішборн  |
| Нік Фрост              | Френк Вішборн |
| Джессіка Браун Фіндлей | Фей Вішборн   |
| Ітан Руз               | Макс Вішборн  |
| Джейсон Айзекс         | Дракула       |
| Кетрін Тейт            | Баба-Яга      |
| Еван Бейлі             | Ренфілд       |
| Джессіка МакДональд    | Шейла         |

## Цікаві факти
- Емілі Вотсон до цього вже озвучувала персонажа мультфільму режисера Гольгера Таппе "Повернення в Гайю" (2004).
- Це четверта спільна робота Емілі Вотсон і Селії Імрі після фільмів «Гіларі та Джекі» (1998), "Вау-вау" (2005) і "Моллі Мун і чарівна книга гіпнозу" (2015).
- Джейсон Айзекс і Нік Фрост до цього знімалися в проекті «Грайндгаус» Квентіна Тарантіно і Роберта Родрігеса.
- В 2017 році вийшли дві стрічки за участю Джейсона Айзекса і Селії Імрі - це "Ми - монстри" і "Ліки від здоров'я".[3]